# Denean Howard
Denean Elizabeth Howard verh. Hill, auch Howard-Hill, (* 5. Oktober 1964 in Sherman) ist eine ehemalige US-amerikanische Sprinterin, die sich auf den 400-Meter-Lauf spezialisiert hatte.
Sie wurde von 1981 bis 1983 dreimal in Folge US-Meisterin im 400-Meter-Lauf. Bei den Olympischen Spielen 1984 in Los Angeles war sie Teil der US-amerikanischen 4-mal-400-Meter-Staffel, die die Goldmedaille gewann. Allerdings kam sie im Gegensatz zu ihrer älteren Schwester Sherri Howard nur in der Vorrunde zum Einsatz.
Bei den Weltmeisterschaften 1987 gewann sie in der Staffel gemeinsam mit Diane Dixon, Valerie Brisco-Hooks und Lillie Leatherwood die Bronzemedaille hinter den Mannschaften der DDR und der Sowjetunion.
Bei den Olympischen Spielen 1988 in Seoul startete Denean Howard mit der Staffel auch im Finale, während ihre Schwester dieses Mal nur in der Vorrunde eingesetzt wurde. Zusammen mit Diane Dixon, Valerie Brisco-Hooks und Florence Griffith-Joyner musste sie sich lediglich der sowjetischen Staffel geschlagen geben. Denean Howard startete in Seoul auch im 400-Meter-Lauf und belegte in 51,12 s den sechsten Platz hinter ihren Mannschaftskolleginnen Brisco-Hooks und Dixon. In der Halbfinalrunde hatte Howard mit 49,87 s eine persönliche Bestleistung aufgestellt, die ihr im Finale den dritten Platz gebracht hätte.
1992 war Howard bei den Olympischen Spielen in Barcelona wieder am Silbermedaillengewinn der US-amerikanischen 4-mal-400-Meter-Staffel beteiligt, kam dieses Mal allerdings nicht im Finale zum Einsatz.
Denean Howard ist 1,65 m groß und hatte ein Wettkampfgewicht von 55 kg. Sie war mit dem Profiboxer Virgil Hill verheiratet.

## Bestleistungen
- 400 m: 49,87 s, 25. September 1988, Seoul